# Lo stato della mente
Lo stato della mente (Three Christs) è un film del 2017 diretto da Jon Avnet.
Il film è basato sul libro I tre Cristi. Storia dell'esperimento più folle del mondo (The Three Christs of Ypsilanti) di Milton Rokeach.
Tra gli interpreti principali vi sono Richard Gere, Peter Dinklage, Walton Goggins e Bradley Whitford.

## Trama
Il dr. Alan Stone è professore di legge e psichiatria presso l'Università di Harvard, nonché presidente della commissione della American Psychiatric Association. Verso la fine degli anni sessanta svolse un esperimento rivoluzionario all'ospedale di Ypsilanti, nel Michigan, riunendo nello stesso posto tre pazienti schizofrenici di tipo paranoide; Clyde,  un settantenne con gravi problemi di alcolismo, Joseph, uno scrittore fallito internato per violenza domestica, e Leon, un seminarista mancato veterano della seconda guerra mondiale. Tutti e tre i pazienti ritenevano di essere Gesù Cristo. L'esperimento, fatto di colloqui e riunioni quotidiane, analizzò la natura delle credenze umane, gettando le basi per un importante passo avanti nella cura delle malattie mentali.
L’esperimento si basa su metodi di cura rivoluzionari, una psichiatria che prende spunto da quanto Ronald Laing nel suo libro più famoso, più volte citato, Il sé diviso, sostiene: il concetto di normalità non esiste perché molte persone “normali” costruiscono falsi io per confrontarsi con la realtà.

## Distribuzione
Il film è stato presentato in anteprima mondiale il 12 settembre 2017 nella sezione Gala Presentations al Toronto International Film Festival.